# Glaziophyton mirabile
Glaziophyton es un género monotípico de plantas herbáceas perteneciente a la familia de las poáceas. Su única especie: Glaziophyton mirabile Franch., es originaria de Brasil donde se encuentra en la Mata Atlántica.

## Descripción
Planta simpodial, juncoide perenne; cespitosa (el primero de los entrenudos del tallo principal desproporcionadamente alargado, los nudos superiores condensados) . Los tallos en flor sin hojas (pero después de la quema, los pequeños tallos secundarios surgen por el macollaje de los tocones). Culmos leñosos y persistentes. Entrenudos del culmo hueco (pero dividido por numerosos septos delgados de la médula). Pluricespitosa. Plantas desarmadas. Hojas auriculadas (las aurículas poco desarrolladas), o no auriculadas; sin setas auriculares lanceoladas (acuminada); amplia ; alrededor de 10 mm de ancho; pseudopeciolada. Plantas bisexuales, con espiguillas bisexuales; con flores hermafroditas. Inflorescencia falsamente paniculada (de 1 m de largo, nunca terminal en una caña); abierta (ramificada, el eje principal a menudo trígono); espateada (con brácteas y profilos). La espiguilla fértil con eje persistente.

## Taxonomía
Glaziophyton mirabile fue descrita por Adrien René Franchet y publicado en Journal de Botanique (Morot) 3(17): 277, f. A. 1889.
Sinonimia
- Arundinaria mirabile (hort. ex Burb.) Hack.[4]